# Ислам в Тонге
Ислам в Тонге — религия меньшинства. По данным Мусульманской лиги Фиджи в 2002 году ислам в  Королевстве Тонга исповедует 70 человек, что составляет менее 0,1 % населения этой страны. Доминирующей религией в Тонге является христианство. Разные формы христианства исповедует 96 % населения Тонги.

## История
Ислам появился в Королевстве Тонга в 1983 году, когда тонганец Фаяз Ману вместе со своей семьёй принял ислам. Фаяз Ману сыграл значительную роль в распространении Ислама на островах Тонга. Фаяз учредил Мусульманскую Лигу Тонги и стал первым её президентом. Деятельность и коллективные молитвы осуществлялись в специальной комнате, предоставленной королём Тонги в своём дворце. В 2004 году шейх имам Абдул Фадер учредил первый Исламский центр в Анане. Земля под постройку центра была дарована Мохаммедом Абдул Раззаком, который был президентом Мусульманского Общества Тонги в то время. Этот центр включал в себя место для молитв, а также служил в качестве школы, в которой шейх Абдул Фадер учил детей основам Ислама. Центр был средоточием Исламской деятельности мусульман страны. В июле 2008 года Мусульманская Лига Тонги была переименована в Мусульманские Отношения Тонги. Президентом организации стал Мохаммед Абдул Раззак. Главная цель организации заключается в увеличении уровня знаний среди местных мусульман посредством изучению основ ислама и Корана. В 2010 году при помощи зарубежных спонсоров в Королевстве Тонга была построена первая мечеть. Она была названа «Масджид Хадиджа» в честь первой жены пророка Мухаммада. Её имамом стал Ильяс Ману, сын первого мусульманина Тонги Фаяза Ману.

## Современное положение
Ислам появился в стране относительно недавно и его исповедует всего лишь около 100 человек, примерно 70 из них являются тонганцами. Также ислам в Тонге исповедуют фиджийцы, бенгальцы, пакистанцы, арабы и индийцы.
Есть Исламский центр в Анане и мечеть, расположенная в столице королевства Тонга, городе Нукуалофа. 
Шейх имам Абдул Фадер является духовным лидером мусульманской общины Тонги.
Мусульманская община Тонги получает значительную помощь, в том числе и финансовую, из-за рубежа.